# Bistum Nuevo Casas Grandes
Das Bistum Nuevo Casas Grandes (lat.: Dioecesis Neograndicasensis, span.: Diócesis de Nuevo Casas Grandes) ist eine in Mexiko gelegene römisch-katholische Diözese mit Sitz in Nuevo Casas Grandes.

## Geschichte
Das Bistum Nuevo Casas Grandes wurde am 13. April 1977 durch Papst Paul VI. mit der Apostolischen Konstitution Praecipuum animarum aus Gebietsabtretungen des Bistums Ciudad Juárez als Territorialprälatur Nuevo Casas Grandes errichtet. Am 3. Juni 2000 wurde die Territorialprälatur Nuevo Casas Grandes durch Papst Johannes Paul II. mit der Apostolischen Konstitution Constat praelaturam zum Bistum erhoben.
Das Bistum Nuevo Casas Grandes ist dem Erzbistum Chihuahua als Suffraganbistum unterstellt.

## Ordinarien

### Prälaten von Nuevo Casas Grandes
- Hilario Chávez Joya MNM, 1977–2000

### Bischöfe von Nuevo Casas Grandes
- Hilario Chávez Joya MNM, 2000–2004
- Gerardo de Jesús Rojas López, 2004–2010, dann Bischof von Tabasco
- Jesús José Herrera Quiñonez, 2011–2023, dann Bischof von Culiacán
- Víctor Melchor Quintana Quezada, seit 2025